# Chytonix bogotica
Chytonix bogotica är en fjärilsart som beskrevs av Walker 1866. Chytonix bogotica ingår i släktet Chytonix och familjen nattflyn. Inga underarter finns listade i Catalogue of Life.